# Guerre sous-marine dans les campagnes de la mer Noire (1943)
Front de l'Est (Seconde Guerre mondiale)
Batailles
- Constanța
- 26 juin 1941
- 9 juillet 1941
- München
- Odessa
- Crimée (1941)
- 6 décembre 1941
- Jibrieni
- Cap Burnas
- Kertch-Eltigen
- Crimée (1944)

- Raids soviétiques de surface
- Opérations navales roumaines

Campagnes sous-marines
- 1941
- 1942
- 1943
- 1944

La guerre sous-marine dans les campagnes de la mer Noire  pendant la Seconde Guerre mondiale en 1943 impliquait principalement des engagements entre des sous-marins soviétiques de la flotte de la mer Noire attaquant des navires marchands de l'Axe défendus par des navires de guerre roumains et allemands, ainsi que des sous-marins allemands attaquant des convois marchands soviétiques. Ces engagements faisaient partie des campagnes navales de la mer Noire entre l'Axe et les forces navales soviétiques.

## Contexte
Comme lors de la première campagne de 1941 et de la campagne suivante, la marine soviétique a envoyé des sous-marins contre les lignes d'approvisionnement de l'Axe le long de la côte ouest de la mer Noire. Une fois de plus, les défenses de l'Axe se composaient principalement de champs de mines posés par la Roumanie. Au début de l'année, la marine soviétique disposait de 18 sous-marins opérationnels (et 11 en radoub) et les organisait en "meutes de loups" de groupes de 3 avec une tentative de coordination avec les avions (bien que les rapports soient souvent tardifs). Au début, les résultats soviétiques ont été réduits en raison de l'interception efficace allemande, mais de meilleurs résultats ont été obtenus après l'été avec l'introduction de nouvelles fusées torpilles. Les U-boot allemands de la 30. Unterseebootsflottille opérant sur le site oriental de la mer Noire attaquaient à leur tour les convois marchands soviétiques.

## Engagements
- Le 13 février, le sous-marin allemand U-24 a été attaqué par 4 avions au large de Guelendjik et deux charges de profondeur ont causé des dommages mineurs.
- Le 31 mars, le sous-marin allemand U-24 torpille et endommage le pétrolier soviétique Kreml au large de Gagra.

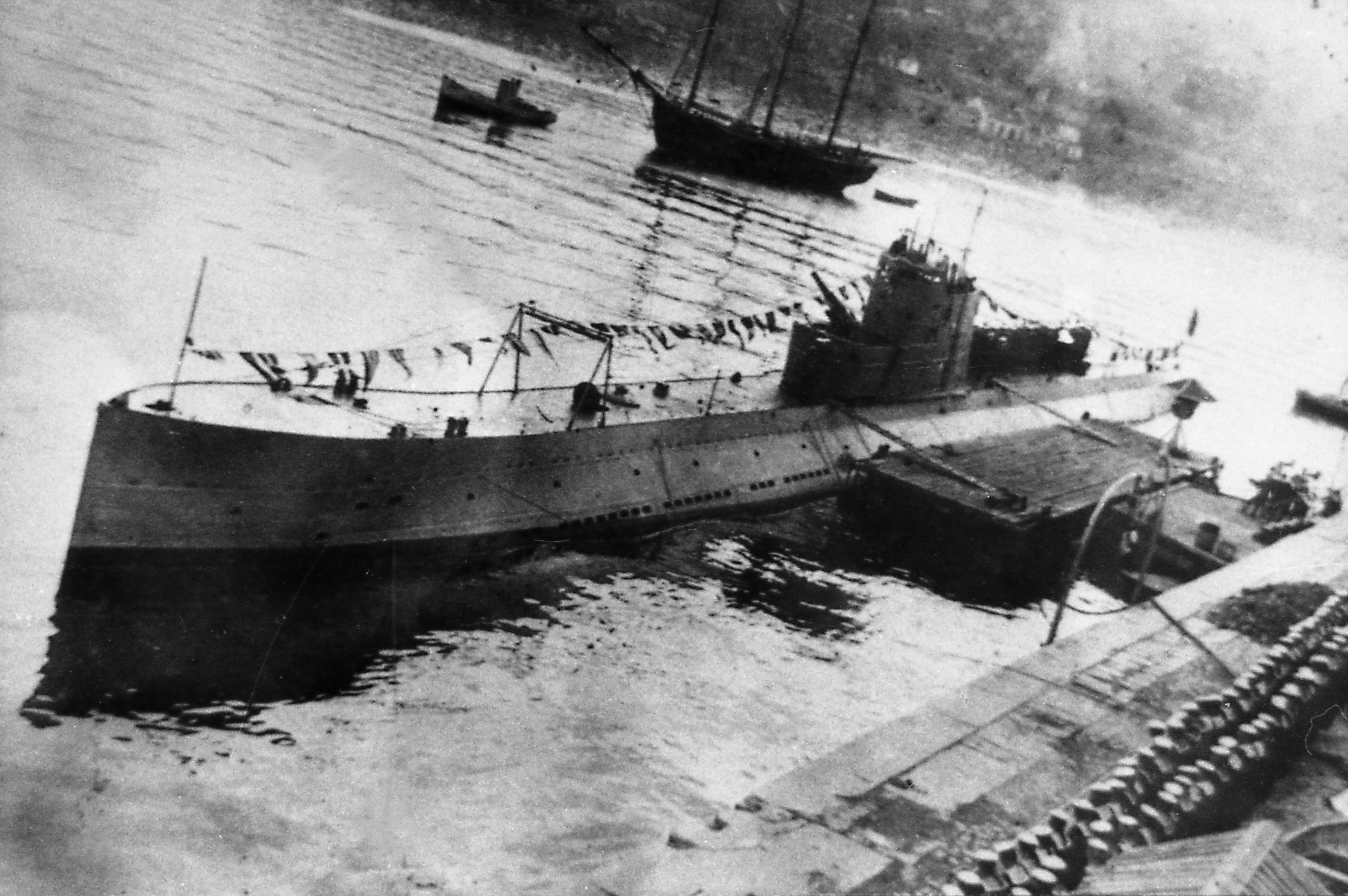
Sous-marin L-4 Garibaldets

- Le 20 avril, le sous-marin soviétique S-33[1] a torpillé et coulé le marchand roumain Suceava.
- Le 23 mai, le sous-marin soviétique L-4 (en) a endommagé le bateau de débarquement allemand F-329 au large de Yalta par des tirs de canon, mais il a été réparé plus tard.
- Le 15 juin, le sous-marin allemand U-24 a torpillé et coulé le dragueur de mines soviétique Tszcz-411 ("Zashchitnik") au large de Soukhoumi.
- Le 26 juin, le sous-marin allemand U-20 a tenté d'attaquer un sous-marin soviétique chasseur au large de Tuapse, mais il a reçu des charges de profondeur en retour : de nouvelles attaques par avion dans les quatre heures suivantes ont forcé le sous-marin à rester submergé et finalement retourner à sa base.
- Le 18 juillet, le sous-marin soviétique M-111[2] a torpillé et coulé la barge roumaine Dunarea-I au large de Théodosie.
- Le 22 juillet, le sous-marin soviétique L-4 (en) a coulé au canon les voiliers turcs Hudayi Bahri et Tayyari au large du Bosphore.
- Le 23 juillet, le sous-marin soviétique L-4 a coulé au canon le voilier turc Gurpinar au large du Bosphore.
- Le 30 juillet, le sous-marin allemand U-24 a torpillé le pétrolier soviétique Emba[3] alors qu'il était amarré au large du phare de Soukhoumi.
- Le 6 août, le sous-marin soviétique ShCh-216[4] torpille et endommage le pétrolier allemand Friederike au large du Bosphore.
- Le 11 août, le sous-marin soviétique D-4[5] torpille et coule le marchand allemand Boy Federsen  au large de la péninsule de Tarkhankut ; le navire ayant déjà été torpillé par des aéronefs la veille.
- Le 20 août, le sous-marin soviétique D-4 a torpillé et coulé le marchand bulgare Varna au large de la péninsule de Tarkhankut.
- Le 22 août, le sous-marin allemand U-24 a attaqué le patrouilleur soviétique SKA-0188 en surface avec son artillerie de 20 mm. Le patrouilleur a riposté et a largué les amarres des péniches de débarquement DB-36 et DB-37[6] avant de s'échapper en bon état. Le U-24 a coulé les deux bateaux de débarquement au canon, grenades à main et charges de démolition après avoir fait 6 prisonniers.
- Le 24 août, le sous-marin allemand U-23 a coulé en surface le patrouilleur soviétique Shkval[7] avec des grenades à main et des charges explosives.
- Le 26 août, le sous-marin de poche italien CB-4 a torpillé et coulé le sous-marin soviétique ShCh-203[8].
- Le 28 août, le sous-marin soviétique M-111[2] torpille et coule le remorqueur allemand Hainburg au large du cap Lukull.
- Le 29 août, le sous-marin allemand U-18 a torpillé et coulé le dragueur de mines soviétique TSC-11 ("Dzhalita")[9] au large de Poti.
- Le 30 août, le sous-marin allemand U-18 a attaqué et endommagé le patrouilleur soviétique SKA-0132[10] avec des tirs de 20 mm, mais a été contraint de partir après les projecteurs du rivage. Le même jour, le sous-marin soviétique ShCh-215[11] torpilla et coula le marchand allemand Thisbé au large du Bosphore.
- Le 10 octobre, le sous-marin soviétique A-2[12] a torpillé et coulé la barge allemande F-474 au large de Yalta.
- Le 15 octobre, le sous-marin allemand U-23 a torpillé et endommagé le dragueur de mines soviétique TSC-486 ("Sovetskaja Rossija")[13]. Le sous-marin avait auparavant tenté d'attaquer un paquebot qui faisait partie du même convoi mais avait été chassé par des tirs de l'escorte.
- Le 23 octobre, le sous-marin allemand U-23 torpille et coule le marchand soviétique Tanais[14] à l'ancre au large de Poti.
- Le 25 octobre, le sous-marin soviétique M-112[15] a torpillé et coulé la barge allemande Tyra-5 au large d'Ak Mechet.
- Le 28 octobre, le sous-marin soviétique A-3[16] a été coulé, très probablement par le navire anti-sous-marin auxiliaire allemand Schiff 19 dans le golfe de Karkinit.
- Le 31 octobre, le sous-marin allemand U-24 a torpillé et coulé le patrouilleur soviétique SKA-088[17] au large de Gagra.
- Le 2 novembre, le sous-marin soviétique M-35[18] a torpillé et coulé la barge allemande SNR-1293 au large d'Ak Mechet.
- Le 12 novembre, le sous-marin soviétique M-111[2] torpille et coule le marchand allemand Theoderich au large du Liman de Burnas.
- Le 15 novembre, le sous-marin soviétique ShCh-215 (en)[11] a torpillé et coulé la barge allemande F-592.
- Le 18 novembre, le sous-marin allemand U-18 torpille et endommage le pétrolier soviétique Josif Stalin[19] au large de Soukhoumi. Le pétrolier a ensuite été déplacé à Batoumi et réparé.
- Le 23 novembre, le sous-marin soviétique D-4[5] a torpillé et coulé le marchand allemand Santa Fè au large d'Eupatoria. Le navire transportait du matériel pour l'armée allemande, dont 12 canons d'assaut StuG III.
- Le 25 novembre, le sous-marin soviétique L-6[20] a torpillé et coulé le pétrolier allemand Wolga-Don au large de la côte de Crimée.
- Le 29 novembre, le sous-marin allemand U-20 torpilla le pétrolier soviétique Peredovik[21] mais le coup fut raté et la cible ne subit qu'un petit trou dans la coque.
- Après le 1er décembre, le sous-marin soviétique D-4 a été perdu, probablement exploité au large de la côte de Crimée.
- Le 2 décembre, le sous-marin soviétique ShCh-209[22] a torpillé et coulé la barge allemande F-566 au large d'Eupatoria.
- Le 9 décembre, le sous-marin soviétique S-31[23] a torpillé et coulé la barge allemande F-580 au large d'Ak-Mechet.

## Résultat
On estime que les sous-marins soviétiques ont coulé 20 cibles tout en subissant moins de pertes: un meilleur résultat par rapport aux campagnes de 1941 et 1942. Cette amélioration a forcé les Allemands à créer une unité de guerre anti-sous-marine appropriée : le 1. Unterseebootsjagdflottille, opérant depuis juin 1943 avec 18 chalutiers convertis soutenus par des hydravions BV-138.

### Articles externes
- (ru) Flotte de la mer Noire
- (en) Romanian Armed Forces in the Second World War